# Madaripur (distrikt)
Madaripur (engelska: Madaripur District) är ett distrikt i Bangladesh.   Det ligger i provinsen Dhaka, i den centrala delen av landet, 60 km söder om huvudstaden Dhaka. Antalet invånare är 1 165 952.
Trakten runt Madaripur består till största delen av jordbruksmark. Runt Madaripur är det mycket tätbefolkat, med 1 221 invånare per kvadratkilometer.